# Wilhelm August von Rudloff

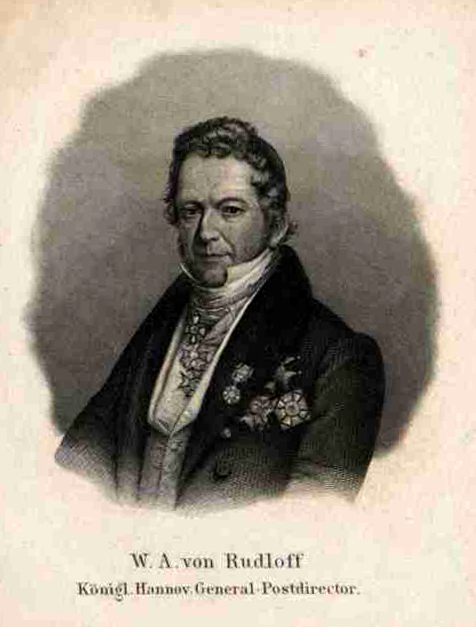
Brustbild des Wilhelm August von Rudloff mit dem Guelphen-Orden;
noch unidentifizierter Kupferstecher, um 1850

Wilhelm August von Rudloff (geboren 24. August 1780 in Hannover; gestorben 20. Dezember 1854 ebenda) war ein deutscher Jurist, Legationsrat sowie Generalpostdirektor des Königreichs Hannover. Rund ein Viertel Jahrhundert redigierte der Ritter des Guelphen-Ordens den Hannoverschen Staatskalender. Von Rudloff erwarb sich insbesondere Verdienste um die Vereinheitlichung und Modernisierung des hannoverschen Postwesens.

## Leben

### Familie
Wilhelm August Rudloff jun. war der Sohn des Juristen Wilhelm August Rudloff sen., dem Bruder des Historikers Friedrich August von Rudloff.
Für seinen Sohn Otto Wilhelm Louis Georg Carl von Rudloff hatte der Oberpostdirektor 1827 eine Exspektanz ermöglicht.

### Werdegang

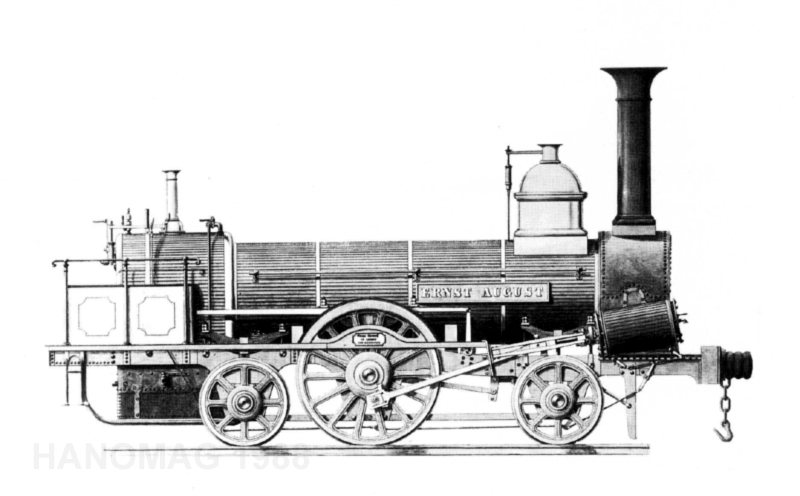
Die 1846 von Georg Egestorff gelieferte Lokomotive „Ernst August“ wurde zur Eröffnung der Strecke nach Hildesheim und zur ersten Postbeförderung eingesetzt

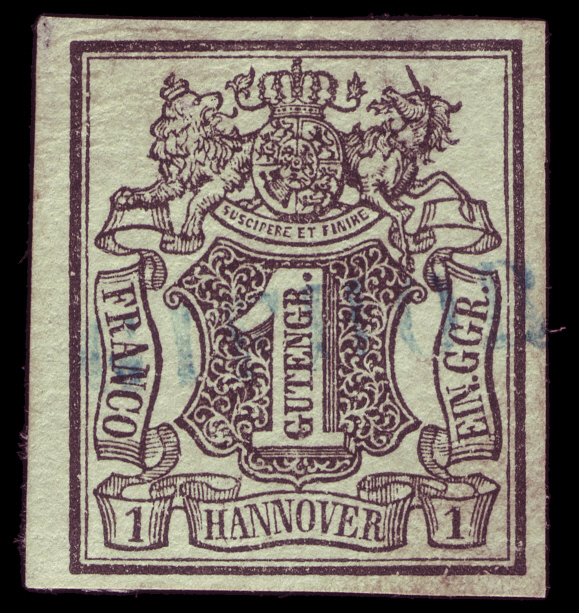
Unter Generalpostdirektor von Rudloff erschien die erste Briefmarke des Königreichs Hannover

Wilhelm August Rudloff studierte von 1797 bis 1800 Jura an der Universität Göttingen und trat anschließend die Stellung eines Auditors bei der Justizkanzlei Hannover an. Schon im Folgejahr wurde er 1801 zunächst Referent, ab 1803 Kanzleisekretär im hannoverschen Kabinettsministerium.
Während der Besetzung durch die Truppen Napoleon Bonapartes in der sogenannten „Franzosenzeit“ wurde Rudloff unter König Jérôme ab dem 5. Oktober 1810 Generalpostinspektor für das Königreich Westphalen. Nachdem nach der Völkerschlacht bei Leipzig sowohl die Stadt als auch das Kurfürstentum Hannover am 4. November 1813 für den Georg III., König des Vereinigten Königreichs Großbritannien und Irland durch seinen Sohn Ernst August von Cumberland förmlich wieder in Besitz genommen worden war, wurde Wilhelm August Rudloff ab dem 16. November 1813 für das hannoversche Postamt zuständig. Wenig später wurde Rudloff am 8. Februar 1814 in das hannoversche Generalpostdirektorium berufen, rund zwei Jahre später 1816 zum Legationsrat ernannt.
Nachdem Rudloff 1819 mit dem Ritterkreuz des Guelphen-Ordens ausgezeichnet worden war, begann der Postbeamte ab 1823 (bis 1848) zusätzlich mit der Redigierung des Hannoverschen Staatskalenders.
Am 9. April 1824 wurde Wilhelm August Rudloff erst zum Oberpostdirektor, am 22. August 1828 zum Generalpostdirektor des Königreichs Hannover ernannt und am 10. Mai 1838 in den Adelsstand erhoben.
Als nach langem Zögern von König Ernst August ab 1843 die Eisenbahn als Königlich Hannoversche Staatsbahn endlich „außergewöhnlich zügig“ ausgebaut wurde, setzte Generalpostdirektor von Rudloff die Bahn schon 1846 auch zum Transport von Postgütern ein. Ebenfalls 1846 hatte der Unternehmer Georg Egestorff, der Begründer der späteren Hanomag, die als Dampfmaschine betriebene erste Lokomotive „Ernst August“ an die Staatsbahn ausgeliefert, mit der die Strecke nach Hildesheim eröffnet wurde.

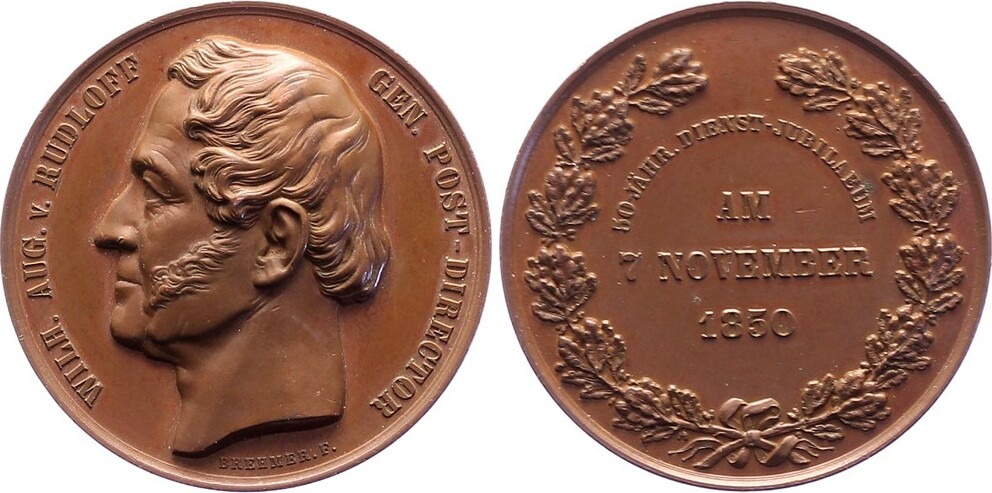
Denkmünze zum 50-jährigen Dienstjubiläum des Geehrten am 7. November 1850;
Bronze, geschaffen von Heinrich Brehmer

Unter von Rudloff wurden am 1. Dezember 1850 die ersten Briefmarken des Königreichs Hannover herausgegeben.
In seinem Todesjahr 1854 bewohnte der General-Postdirektor, für seine Verdienste ausgezeichnet
- als Commandeur erster Klasse des Königlichen Guelphenordens,
- mit dem Preußischen Roten Adlerorden zweiter Klasse mit Stern,
- mit dem Herzoglich Braunschweigischen Orden Heinrichs des Löwen zweiter Klasse mit Stern
- sowie mit der als „S. C. V. 3“ bezeichneten Ehrungs-Abkürzung

das Haus Poststraße 3 am Fürstenhof in der Calenberger Neustadt. Zur selben Zeit wohnte dort auch der Obergerichts-Assessor Ferdinand von Rudloff (Ferdinand Georg Mar. Ernst Louis von Rudloff), während der Amtsassessor und „Hülfsarbeiter“ bei der Landdrostei, Otto von Rudloff, seinen Wohnsitz im Hause Lange Laube 26 hatte.